# Salvatore Domenico Pogliese

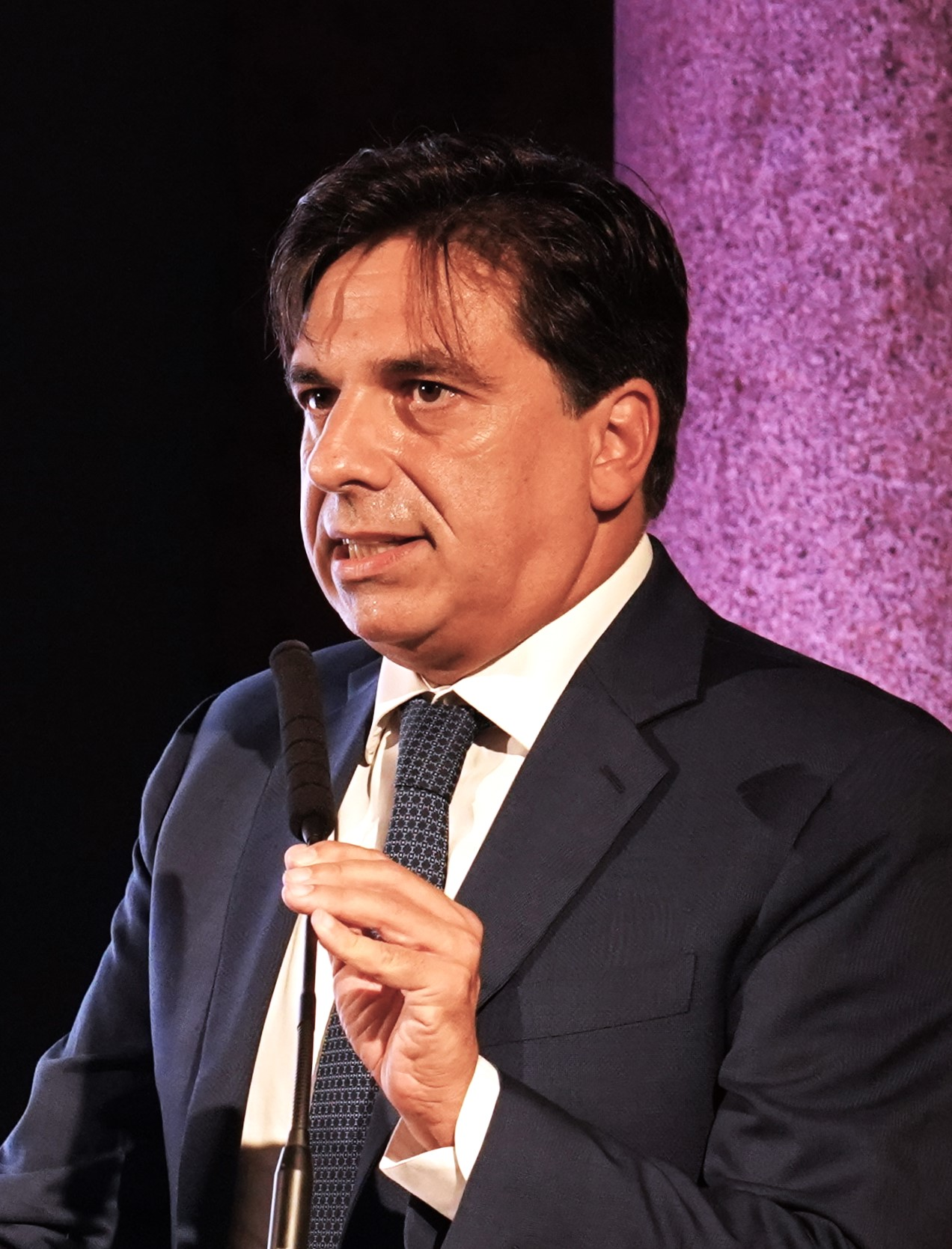
Salvatore Domenico Pogliese, 2021

Salvatore Domenico Pogliese (* 3. März 1972 in Catania, auch bekannt unter dem Namen Salvo Pogliese) ist ein italienischer Politiker der Forza Italia. Er war von Juli 2014 bis Juli 2018 Abgeordneter im Europäischen Parlament. 2018 wurde er zum Bürgermeister von Catania gewählt, dieses Amt übte er bis zu seinem Rücktritt im Juli 2022 aus. Seit Oktober 2022 gehört er dem italienischen Senat an.

## Leben
Pogliese war zwischen 1993 und 1997 Senatsmitglied der Universität von Catania, an der er studierte. Im November 1997 wurde er in den Stadtrat von Catania gewählt. Zwischen 2003 und Dezember 2005 war Salvo Pogliese als Rat für wirtschaftliche Entwicklung in der Verwaltung der Metropolitanstadt Catania tätig. Bei den Wahlen am 28. Mai 2006 wurde er als Abgeordneter in den Regionalrat von Sizilien gewählt, 2008 und 2012 erfolgte jeweils seine Wiederwahl. Am 11. Dezember 2012 wurde er Vizepräsident des Regionalrats, was er bis zur Europawahl 2014 blieb.
Bei der Europawahl im Mai 2014 wurde er für die Partei Forza Italia ins Europäische Parlament gewählt. Dort war er Mitglied im Ausschuss für Verkehr und Fremdenverkehr und in der Delegation in der Paritätischen Parlamentarischen Versammlung AKP-EU. Pogliese trat im Juni 2018 für die Forza Italia bei den Bürgermeisterwahlen in seiner Heimatstadt Catania an. Er gewann die Wahl am 10. Juni 2018 und legte sein Mandat als Europaabgeordneter anschließend nieder.
Am 23. Juli 2020 wurde Salvo Pogliese wegen Unterschlagung zu einer Haftstrafe von vier Jahren und drei Monaten verurteilt und im August desselben Jahres von seinem Amt als Bürgermeister suspendiert. Er legte Berufung ein und wurde am 5. Dezember 2020 wieder ins Amt eingesetzt. Nach einer Intervention des italienischen Verfassungsgerichtshofes im Dezember 2021 wurde Pogliese am 24. Januar 2022 erneut bis März 2023 suspendiert. Am 28. Juli 2022 gab Pogliese seinen Rücktritt bekannt.
Bei den anschließenden Parlamentswahlen am 25. September 2022 trat Pogliese für die Partei Fratelli d’Italia an und wurde in den Senat gewählt.